# Шевченко Ігор Іванович
Ігор Іванович Шевченко, псевдонім Іван Чернятинський (10 лютого 1922, Радість (тепер частина Варшави), Польща — 26 грудня 2009, Кембридж, Массачусетс, США, похований на Православному кладовищі у Варшаві) — американський науковець українського походження. Візантиніст і палеославіст, професор класичної філології Гарвардського університету. 1999 — премія фундації Антоновичів за дослідження «Україна між Сходом і Заходом». 2009 — відзначений Орденом за інтелектуальну відвагу.

## Біографія
Ігор Шевченко — син члена уряду УНР, який емігрував до Польщі.
Студіював у Карловому та Українському Вільному університетах у Празі й Католицькому університеті в Лювені (Бельгія).
Від 1949 року дослідник і викладач університетів: Каліфорнійського, Мічиганського, Колумбійського (професор з 1962) і Гарвардського (з 1965). Одночасно був співробітником чи гостьовим професором в іноземних наукових інституціях та університетах: у Мюнхені, Оксфорді, Барі, Парижі та ін.
У Гарварді заступник директора Українського Наукового Інституту (з 1973) та виконувач обов'язків директора (1977, 1980 і 1985).
Був дійсним членом НТШ, УВАН і низки американських та іноземних установ і товариств, у тому числі член-кореспондент Американської Академії наук і мистецтва, Британської Академії, Австрійської АН, Міжнародної Асоціації Візантійських Студій (заступник голови з 1976, голова з 1986), брав участь в археологічних експедиціях, переважно в монастирі св. Катерини на Синаї.
Голова Міжнародної товариства візантійських студій. Редактор-засновник англомовного журналу «Гарвардські українознавчі студії». Почесний доктор Варшавського університету (2001). Тісно співпрацюючи з центром Дамбартон Оукс, Ігор Шевченко став професором візантійської історії та літератури в Гарвардському університеті в 1973, де брав активну участь у діяльності УНІГУ під керівництвом Омеляна Пріцака.
Після виходу на пенсію у 1992 продовжував активну наукову й організаційну діяльність.
Написав близько 150 праць з візантинології (історія, агіографія, історія культури, літератури та мистецтва), історії візантійсько-слов'янських взаємин й з української історії, серед них: Études sur la polémique entre Théodore Métochite et Nicéphore Choumnos (1962), Society and Intellectual Life to Late Byzantium та Ideology, Letters and Culture in the Byzantine World (вид. Variorum Reprints, 1981—1882).
У 1946 склав «Англо-український словник з вимовою» та переклав «Колгосп тварин» Джорджа Орвелла (під псевдонімом І. Чернятинський) з передмовою автора; зредагував листи М. Драй-Хмари французькою мовою (Le Flambeau, т. 31, 1948).
Автор низки статей про князя Святослава, «Изборник» 1073, святих Кирила і Методія, Петра Могилу та ін.
Співредактор наукових журналів: The Annals of the Ukrainian Academy of Arts and Sciences in the U.S., Harvard Ukrainian Studies, Dumbarton Oaks Papers та видань історичних джерел (Corpus Fontium Historiae Byzantinae, з 1975).
Бібліографія І. Шевченка до кінця 1984: Harvard Ukrainian Studies, т. 7 (1983), що з'явився у збірнику Okeanos, присвячений Шевченкові з нагоди його 60-ліття. Бібліографія за наступні 20 років — у збірці «Златыи враты» до 80-ліття вченого.
У 2009 році, незадовго перед відходом у засвіти, Капітула Журналу Ї вшанувала Ігоря Шевченка Орденом за інтелектуальну відвагу. Відзнаку в Кембріджі вручив член Капітули владика Борис Гудзяк. Орден за інтелектуальну відвагу — це єдина відзнака від України вченому-візантиністу світової слави.
Свою приватну бібліотеку професор Ігор Шевченко заповів Українському Католицькому Університету. Від 2011 в УКУ щорічно проводяться Меморіальні лекції Ігоря Шевченка, які виголосили Петер Шрайнер (2011), Вера фон Фалькенгаузен (2012), Вернер Зайбт (2013), Олексій Толочко (2014).

## Основні публікації Ігоря Шевченка
- Україна між Сходом і Заходом: Нариси з історії культури до початку 18 століття. Перекл. з англ. М. Габлевич. 2-е вид., випр. і доповн. Львів: Видавництво УКУ 2014. ISBN 978-966-8197-98-7

## Роботи Ігоря Шевченка в Інтернеті
- «Колгосп Тварин: Казка» [Архівовано 18 січня 2006 у Wayback Machine.] (переклад «Animal Farm» Дж. Орвела)
- «Україна між Сходом і Заходом. Нариси з історії культури до початку XVIII століття» [Архівовано 31 січня 2006 у Wayback Machine.]
- «Польща в історії України» [Архівовано 17 лютого 2005 у Wayback Machine.]